# Cârțulești
Cârțulești falu Romániában, Erdélyben, Fehér megyében.

## Fekvése
Târsa mellett fekvő település.

## Története
Cârţuleşti korábban Târsa része volt. 1956 körül vált külön, ekkor 54 lakosa volt. 1966-ban 52, 1977-ben 53, 1992-ben 51, 2002-ben pedig 53 román lakosa volt.